# Dichromia rationalis
Dichromia rationalis är en fjärilsart som beskrevs av Pierre E.L. Viette 1956. Dichromia rationalis ingår i släktet Dichromia och familjen nattflyn. Inga underarter finns listade i Catalogue of Life.